# Villiers-Fossard
Villiers-Fossard ist eine französische Gemeinde mit 644 Einwohnern (Stand: 1. Januar 2022) im Département Manche in der Region Normandie. Die Gemeinde gehört zum Kanton Pont-Hébert im Arrondissement Saint-Lô. Die Einwohner werden Villariens genannt.

## Geographie
Villiers-Fossard liegt etwa fünf Kilometer nordnordöstlich von Saint-Lô. Umgeben wird Villiers-Fossard von den Nachbargemeinden Saint-Clair-sur-l’Elle im Norden, Couvains im Osten, La Luzerne im Südosten, Le Mesnil-Rouxelin im Süden sowie La Meauffe im Westen.

## Einwohnerentwicklung
| 1962          | 1968 | 1975 | 1982 | 1990 | 1999 | 2006 | 2018 |
| 445           | 376  | 354  | 417  | 417  | 465  | 509  | 650  |
| Quelle: INSEE |      |      |      |      |      |      |      |

## Kultur und Sehenswürdigkeiten
- Kirche Saint-Pierre aus dem 11. Jahrhundert

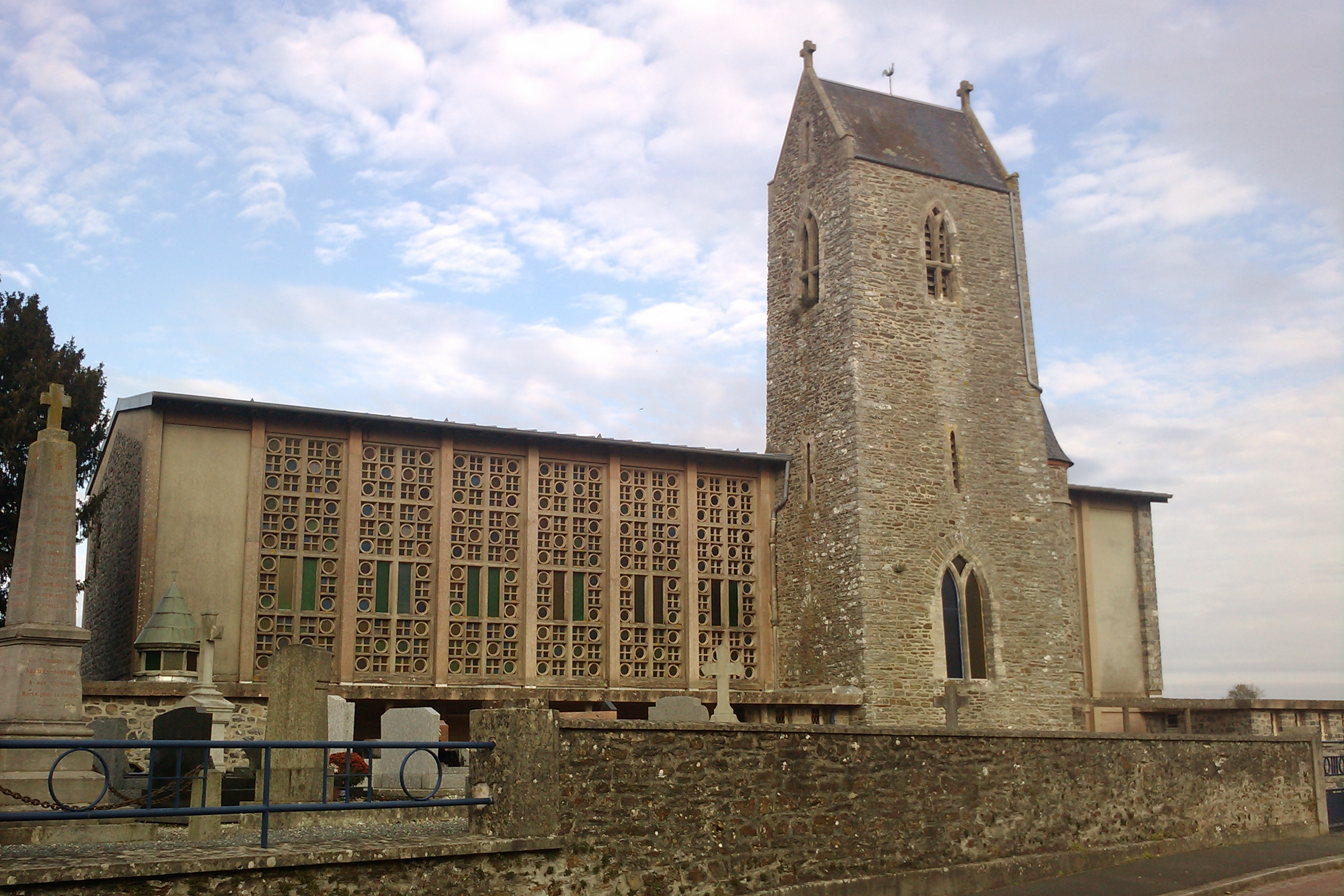
Kirche Saint-Pierre